# Pedro Villegas Ramírez
Pedro Villegas Ramírez (Guaymas, Sonora, 3 de mayo de 1927- Hermosillo, Sonora, 19 de mayo de 2012) fue un sacerdote, filántropo, maestro y vicario general mexicano. Fue capellán de instituciones como leprosarios y hospitales de la ciudad de Hermosillo.
En 1955, fundó el Instituto Kino que actualmente cuenta con un albergue, escuela primaria y universidad; dedicado a brindar asistencia, comida y educación a niños en situación de pobreza y abandono.
Con más de 14 mil alumnos beneficiados por su labor comunitaria al frente de la institución (2011) y múltiples distinciones a lo largo de su trayectoria eclesiástica, destaca la imposición de su nombre a una de las avenidas de la ciudad de Hermosillo en 1999.

## Reseña biográfica

### Infancia y educación
Originario de Guaymas, Sonora, Pedro Villegas Ramírez nació el 3 de mayo de 1927. Hijo de los señores Pedro Villegas Valenzuela un obrero ferrocarrilero y Catalina Ramírez Vázquez, tuvo dos hermanos mayores: Moisés (sacerdote) y "cheta" (religiosa) Villegas Ramírez.
Desde pequeño fue monaguillo de la iglesia y alumno de la escuela parroquial que fundara el padre Francisco Navarrete y Guerrero, párroco de San Fernando en Guaymas, con quien tenía una estrecha relación. Y que junto con su hermano el obispo Juan Navarrete y Guerrero, serían determinantes en su vocación sacerdotal. 
Consecuentemente, Villegas pasó al Colegio Regis en donde terminó la primaria y en 1939, con 12 años de edad, manifestó sus primeros deseos de convertirse en sacerdote. 
Así fue que para 1942, acompañado de sus padres, viajó a la ciudad de Hermosillo con el fin de iniciar los trámites de admisión respectivos y, durante su visita en la ciudad, conoció al obispo Navarrete, quien aplicaba los exámenes de nuevo ingreso personalmente, donde el joven Villegas a pesar de la exigencia y rigidez del proceso, ingresó al seminario, contando con tan solo 14 años de edad.
El día 3 de junio de 1951, después de 10 años de estudios, se ordenó como sacerdote en la Catedral de Hermosillo.

## Trayectoria eclesiástica

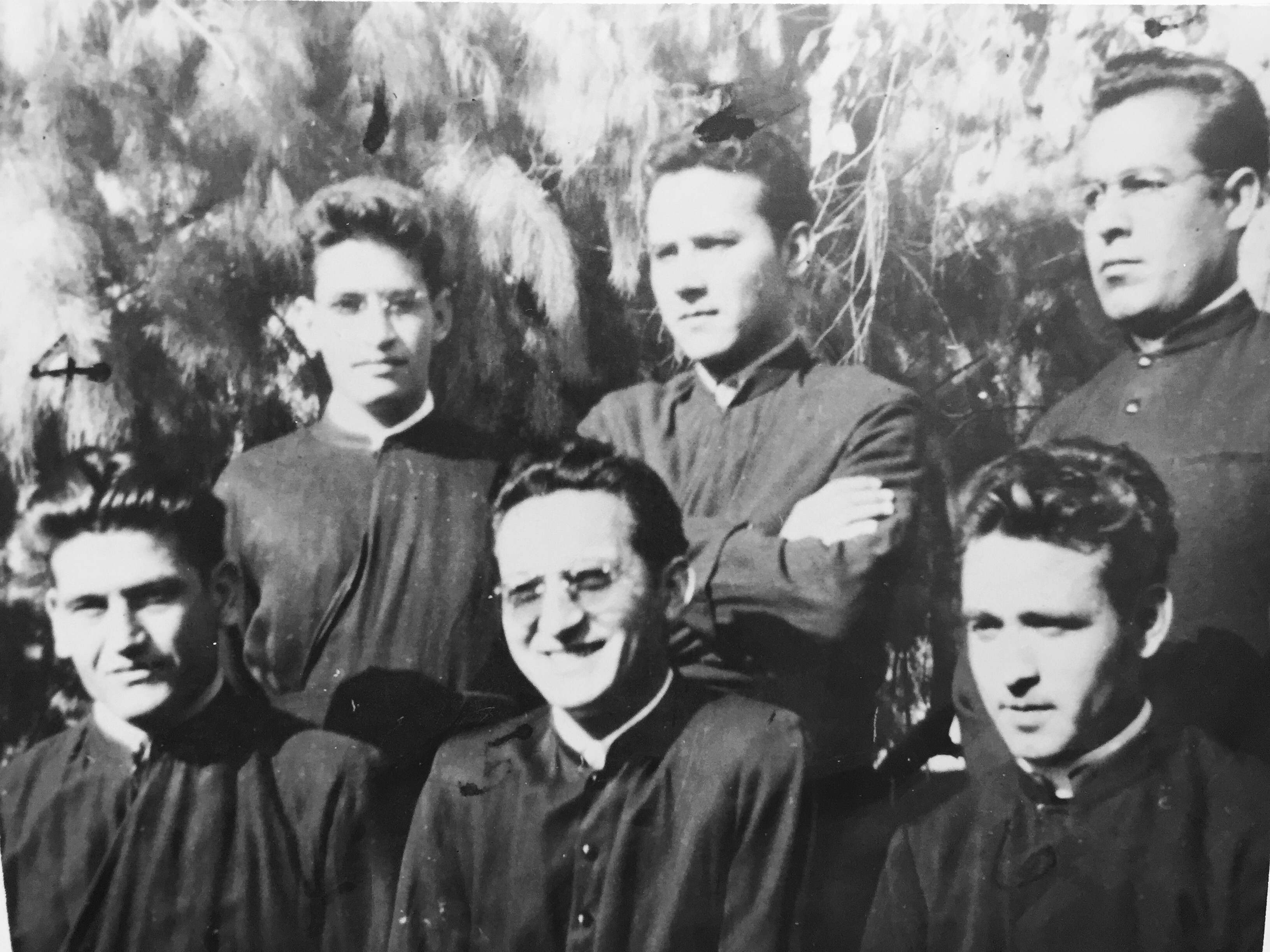
Ordenación del padre Villegas

Luego de su ordenación, comenzó a desarrollar todo tipo de actividades como vicario cooperador y capellán de instituciones como el Asilo de Ancianos, Casa San Vicente, los sanatorios Olivares, Licona y Maternidad Santa Teresita, el dispensario María Auxiliadora, los hospitales San Francisco y General del Estado así como un antiguo leprosario localizado en la zona del río al oriente de la ciudad de Hermosillo. Un año después, en 1952 también se convirtió en maestro del seminario.
A principios de 1953, el obispo Navarrete le encomendó la construcción de una parroquia en un antiguo baldío ubicado en la parte norte de la ciudad, hoy conocida como el Santuario Guadalupano y cuya edificación le llevó 5 años terminar.
Ante la importante tarea de la construcción del templo, cabe mencionar que el joven sacerdote con todo y sus múltiples obligaciones también sirvió como chofer, asistente y secretario del obispo Navarrete quien a su vez, se dice, alentaba a Villegas en su labor pastoral con los enfermos.
El 4 de enero de 1954, al llegar a la casa San Vicente, lugar del cual era capellán, conoció a Hortensia, una mujer que moría de tuberculosis. Misma que antes de exhalar su último aliento, le hizo prometer al joven que se haría cargo de la crianza de sus tres hijos hasta que fuesen mayores. Luego del incidente y sin patrimonio alguno, el sacerdote de 24 años de edad, aceptó a los niños huérfanos: Edelmira de 7 años y Rafael y Francisco, de 8 y 9 años respectivamente, a quienes hospedó en el campanario de la iglesia que aún estaba construyendo.
Al cabo de unos meses, las circunstancias se complicaron, pues los niños en desamparo que acudieron al padre, rápidamente comenzaron multiplicarse.
Así fue que al año siguiente, en 1955, ante la demanda de atención a la niñez, Pedro Villegas, inspirado en el lema: Paupertas est tuum asillum (la pobreza será tu baluarte del desarrollo) y la figura del fallecido jesuita, científico y protector de los indígenas Eusebio Francisco Kino; dio forma a lo que se conoce como el Instituto Kino. Una organización de beneficencia que brindaría casa, comida y educación a niños y jóvenes en desamparo a través de la construcción de un albergue con capacidad para 200 personas. Constituida legalmente en 1956.
Dentro de su trayectoria, también destaca la edificación de una escuela primaria incorporada a la Secretaria de Educación y la fundación de un organismo que brinda educación media superior de calidad a alumnos de escasos recursos, conocida como Preparatoria y Universidad Kino respectivamente. Así como la construcción de dormitorios, comedor, enfermería, lavandería, capilla y áreas deportivo-recreativas de acceso gratuito. Instalaciones que según datos oficiales, para el 2011, habrían dado asistencia a más de 14 mil alumnos.

## Principales logros
Entre las experiencias del padre Villegas como capellán, se encuentra también la de la fundación de un albergue para estudiantes de educación superior, que surge cinco años después de la del Instituto. Luego de que un grupo de estudiantes normalistas y universitarios, una noche de marzo de 1961, echados a la calle por los caseros que los asistían, tocaron la puerta del Padre Villegas pidiéndole ayuda para encontrar un lugar donde alojarse.
Dos meses después de este suceso, se inauguraba el Hogar Estudiantil Kino bajo el lema: “Por un espíritu cuya dignidad preciso para ser” que fue dado de alta en la Secretaría de Educación y Cultura en 1956. Una casa que brindaba techo, educación y comida a cualquier estudiante necesitado.
Sin embargo, con ambas instituciones funcionando, se adquirió también un agotador programa de gastos que solventar para cubrir las necesidades de cada niño y estudiante que acudía a los albergues. Por lo que el capellán entre otras medidas, incursonó en actividades de tipo agrícolas y ganaderas.
Observando el desarrollo de los niños, Villegas dio cuenta de que la educación de los mismos quedaba incompleta al no contar con recursos para pagar una carrera profesional posteriormente. Y ante esta situación decide la ampliación del proyecto inicial para brindar ayuda educativa e integral a sus estudiantes.
Para 1976, el monseñor, quien cumplía veninticinco años de sacerdote recibió un generoso donativo de regalo. Que abriría paso a la siguiente etapa del plan y que contemplaba la construcción de dos centros educativos más.
La labor realizada por el padre Villegas en las instituciones durante esos años, no fue fácil y a pesar de las críticas, no cesó su trabajo eclesiástico y comunitario inaugurando en septiembre de 1985 lo que sería el primer ciclo escolar de un nuevo proyecto. Esta vez, se trataba de la creación de un centro de estudios preparatorios al que nombró Preparatoria Kino. Así como el de la hoy conocida Universidad Kino. Un centro de educación superior privada con sentido social y colegiaturas bajas, que tendría como objetivo la formación de profesionistas a través de becas y precios accesibles. Que luego de 55 años de su fundación, ha permitido la formación de aproximadamente 500 profesionistas y que actualmente cuenta con catorce licenciaturas, siete maestrías y un doctorado.
Hoy en día, el Instituto Kino, se ha posicionado como una fundación que brinda educación gratuita y de calidad a niños y jóvenes a través de la primaria, secundaria, preparatoria y universidad, que, sin ánimos de lucro, permite que un niño que ingresa a estudios elementales tenga la oportunidad de concluir con sus estudios hasta convertirse en profesionista.

## Vida personal y últimos días
Luego de una vida consagrada al sacerdocio, el fundador de la Institución Kino, misma en la que se incluyen los diferentes centros educativos antes descritos, se retiró en 1999 con 72 años de edad. Amante de la lectura, continuó siendo consejero espiritual de la institución.
Tras 61 años de labor sacerdotal , el monseñor Pedro Villegas murió una mañana del 19 de mayo del 2012 a la edad de 85 años, dejando un importante legado a la comunidad sonorense.

## Reconocimientos
El padre Villegas recibió por su labor social y comunitaria múltiples distinciones a lo largo de su vida, destacando: 
- 1989: En junio de ese año, la televisora de Hermosillo S.A. de C.V. Telemax lo reconoció como máximo precursor en el área educativa en beneficio del estado de Sonora, su capital y sus habitantes.[3]

- 1995: Reconocimiento de la Universidad Kino por la realización del documento Cócóspera, texto fundacional de dicha institución.[7]  En septiembre de ese año, el Ayuntamiento de Hermosillo le otorga un reconocimiento al Mérito Ciudadano.[3]

- 1992: en el mes de septiembre, recibe el reconocimiento "testimonio de fe" por parte de la Asociación de Egresados del Hogar Estudiantil Kino A.C., Ciudad Obregón.[3]

- 1993: Recibe el reconocimiento "forjador" por su labor en la formación integral de la niñez y la juventud sonorense a través de sus instituciones Kino de parte del Grupo Madrugadores de Hermosillo.[3]

- 1999: la imposición de su nombre a la antigua calzada Norwalk de la ciudad de Hermosillo, el 17 de mayo de 1999.[8]

```
        “Mi lucha diaria ha sido responder al llamado de Cristo: convertir mi apostolado en la respuesta más consciente y eficaz de las soluciones humanas; conciliar al hombre con el hombre y al hombre con Dios. Transformar al niño y al joven, en un eco de los cielos con clamores de la miseria humana. Allanar discrepancias... Buscar que quién camina, siempre tenga una esperanza... que quién naufraga en los procelosos mares de la vida, tenga un faro que lo llame a las playas salvadoras. Buscar siempre enjugar con el mensaje de Cristo envuelto en un pañuelo, una lágrima; de tal manera que esa lágrima se convierta en sonrisa o en caricia...que el mensaje de Cristo envuelto en una tortilla, calme el hambre...que envuelto en un texto escolar ilumine la mente... y siempre con una palmada, con una sonrisa o con un abrazo, convertir la pena y el dolor en el amor que Cristo enseñó...”
                                                                                        Monseñor Pedro Villegas Ramírez
```